# 北海道中央バス芦別営業所
北海道中央バス芦別営業所（ほっかいどうちゅうおうバスあしべつえいぎょうしょ）は、北海道中央バスが北海道芦別市北1条西1丁目25に設置していた営業所である。空知事業部に属していた。

## 概要
1943年（昭和18年）3月1日の北海道における旅客自動車運輸事業統合要綱（いわゆる戦時統合）による北海道中央乗合自動車発足時に設置され、市内路線や滝川・旭川方面の定期路線、札幌への都市間バスを運行していた。旧くは産炭地路線として、炭鉱の山元地区と市街地を結ぶ輸送を担っていたが、閉山後の過疎化進行とともに利用者も減少。2008年4月1日の改正をもって芦別車庫を除いた芦別営業所・ターミナル設備が全て廃止され、滝川営業所に統合となった。
営業所廃止と同時に芦別市内線3路線も廃止され、空知交通（通称「キラキラバス」）に移譲された。
なお、芦別営業所・ターミナルは廃止されたものの、国道38号本線と芦別バイパス分岐点近くの芦別中学校隣に設置されている車庫は存続し、在勤制度を設けている。

### 年表
- 1943年（昭和18年）3月1日 - 北海道中央乗合自動車発足と同時に営業所を芦別駅前に開設[2][3]。
- 1950年（昭和25年）6月21日 - 旭川出張所開設。
- 1963年（昭和38年）4月1日 - 旭川出張所の営業所化により傘下から外れる。
- 1963年（昭和38年）10月28日 - 芦別市北1条西1丁目にターミナルを新築し移転。
- 2008年（平成20年）4月1日 - 芦別営業所廃止。

## 所管路線
廃止前日時点。

### 芦別市内線
営業所廃止と同時に路線廃止。廃止後については空知交通を参照。
上芦別線
芦別ターミナル - （芦別高校 - 総合運動公園 - ）木工団地 - 草笛町 - 上芦別駅前
（括弧内）は一部便が経由
- 1949年8月、運行開始。
- 昭和40年代の一時期、芦別ターミナル-（木工団地不経由）第二世話所（のちに「草笛町」）-上芦学校前-上芦別駅前-（草笛町不経由）木工団地-芦別ターミナル という経路にて循環系統（1運行おきに逆回り）として運行されていたことがある。後掲する富良野線の野花南折返便だけは、同時期、上芦別区間においては、芦別ターミナル-（木工団地不経由）第二世話所（のちに「草笛町」）-上芦学校前 という経路にて運行されていた。
- 2003年4月改正から、これまでの国道38号・旧道「西芦入口」経由のほかに、新道となる芦別バイパスを利用した総合運動公園・芦別高校経由便の運行を開始している。

頼城線
芦別ターミナル - 木工団地 - 草笛町 - 工業団地 - 啓南大橋 - 西芦6丁目 - 幸町 - 頼城学校前 - 頼城 
工業団地止まり便・西芦6丁目折り返し便あり。
- 途中、西芦別までの運行開始は1949年8月。1955年1月になって、頼城まで運行開始する。その後、1959年6月に啓南経由便の運行を開始している。
- 最盛期には、現・国道452号を経由し上芦別地区を経由しない「西芦経由」、上芦別・啓南地区経由後に啓南大橋を渡らず芦別川東岸を南進し頼城へ向かう「東頼城経由」、そして芦別ターミナル廃止時点にて存置されていた系統「啓南経由」の3経路にて運行されていた。

芦別温泉線
芦別ターミナル - 市役所前 - 北の京芦別 - 旭 - 油谷 - 芦別温泉
- 芦別温泉線は、油谷線として1949年8月、芦別市街地と油谷炭鉱を結ぶ路線として運行開始。炭鉱閉山後、芦別温泉線となる。
- なお、当路線は一時期「カナディアンワールド線」として、芦別駅前-芦別ターミナル-北の都芦別入口-旭-油谷-芦別温泉-カナディアンワールド という経路にて運行され、カナディアンワールドの人気衰退により元の路線名と運行形態に戻されている。また、同時期札幌とカナディアンワールドを結ぶ高速「カナディアンワールド号」が1日1往復運行されていたが、程なくして路線廃止になっている。
- 2002年3月、永らく途中経路となっていた芦別市道「旭橋」の陥没。そのため臨時に、現・国道452号「星のふる里大橋」経由へ経路を変更。そのまま正式に経路変更され、この時より「北の京芦別」を経由するようになった。

### 郊外・高速路線
営業所廃止時、一部路線について短縮などされた路線がある。当該路線については北海道中央バス滝川営業所を参照。
高速ふらの号
富良野駅前 - 芦別ターミナル - 赤平ターミナル - 札幌駅前ターミナル
札幌北営業所と共同管轄。2007年（平成19年）7月1日に富良野駅前発着に変更。
滝芦線・砂芦線
芦別ターミナル - 赤平ターミナル - 滝川ターミナル - 砂川ターミナル
滝川営業所と共同管轄。一部便のみ砂川ターミナルまで運転（後掲する廃止路線「特急札芦線」の代替路線）。
芦旭線
芦別ターミナル - 常磐 - 新城 - 更進 - 神居古潭 - 北都商高前 - 高砂台入口 - 1条2丁目 - 旭川ターミナル
旭川営業所と共同管轄。
- 最盛期には、芦別ターミナルと常磐・新城との区間便が運行されていた。

札幌運転免許試験場線
芦別ターミナル・赤平ターミナル・滝川ターミナル・砂川ターミナル・奈井江駅前・美唄駅前・岩見沢ターミナル - 札幌運転免許試験場
予約制、水曜日のみ運行。

### 主な廃止路線
芦別営業所営業時に廃止された路線
札芦線（特急）
芦別ターミナル - 赤平ターミナル - 滝川ターミナル - 砂川ターミナル - 美唄ターミナル - 岩見沢ターミナル - 札幌駅前ターミナル
1962年（昭和37年）7月20日運転開始（芦別ターミナル - 札幌ターミナル間）。1964年（昭和39年）歌志内・上砂川経由便が、1968年（昭和43年）一部便が富良野始発となるが、どちらも数年で廃止となっている。それから永らく一般道経由として、ことに江別 - 札幌間は雁来経由で運行されてきた。
1983年（昭和58年）11月10日、道央自動車道岩見沢IC - 札幌IC間開通に合わせ、全便一部区間高速道路経由便となる。当初は、芦別 - 岩見沢（江別）間一般道経由で主要停留所（「特急停車停留所」）のみ停車し、岩見沢 - 札幌間高速道路経由の「A特急」と、江別停車・江別西IC経由の「B特急」が存在。翌1984年（昭和59年）4月になって札幌駅前ターミナルへの乗り入れ開始となるが、その後B特急は程なくして廃止となっている。全便岩見沢 - 札幌間高速道路経由となったことで、停車停留所・運行時間とも同一となったことから高速いわみざわ号のダイヤに組み込まれた。その後利用者減少を辿ったため、赤平市内での経路変更や停車停留所を増やすなどしたが、2005年（平成17年）12月1日付で廃止。滝川 - 札幌間の札滝線への振り替えと、滝芦線の砂川ターミナル延長で代替された。
富良野線
芦別ターミナル - 上芦別 - 野花南 - 滝里上6区 - 島の下 - 富良野ターミナル
1953年（昭和28年）2月18日に野花南線として（芦別 - ）上芦別駅前 - 野花南駅前間の免許を取得。のち1960年頃に島の下駅前間に延長し富良野線となる。富良野市街地への乗り入れに関しては、旭川電気軌道との競願となり、その調整の結果、1966年（昭和41年）12月富良野市街地までの乗り入れを果たす。
その後、昭和40年代に滝川 - 芦別間特急運転とする滝川-富良野線や特急札幌-富良野線の運行があったが数年で廃止になっている。また区間運転が芦別-野花南・滝里間で行われている。野花南線については、一時期、「木工団地」を経由しない「草笛町」経由にて運転されたが、のち国道直行経由に変更されている。なお、一時期炭鉱離職者求職手帳（黒手帳）に関連し、富良野高等職業訓練校（当時、富良野市に所在）への通学生が増大。輸送対応するために高速ふらの号が、朝・夕に芦別 - 富良野間にて区間便が運転されるほどの乗客数になったこともある。
時は平成となり滝里ダム建設工事が始まる。滝里地区は1986年（昭和61年）閉町式（解散式）を挙行、翌1987年（昭和62年）までにほぼ集団移転が完了。滝里上6区折返し便も同年4月改正にて野花南折返に短縮、滝里駅廃止の1か月あまり後の1991年（平成3年）12月1日に滝里地区の停留所を廃止、その後国道38号道路切り替えにより新道経由となっている。1992年（平成4年）4月改正にて1便残っていた富良野発芦別行が廃止。以後、野花南折返の区間便と芦別発富良野行の片道1便運行の状態がしばらく続いていたが、1999年（平成11年）4月1日その1便と野花南折返便の全便が廃止され、高速ふらの号が同区間で停車停留所を増設し代替とされた。

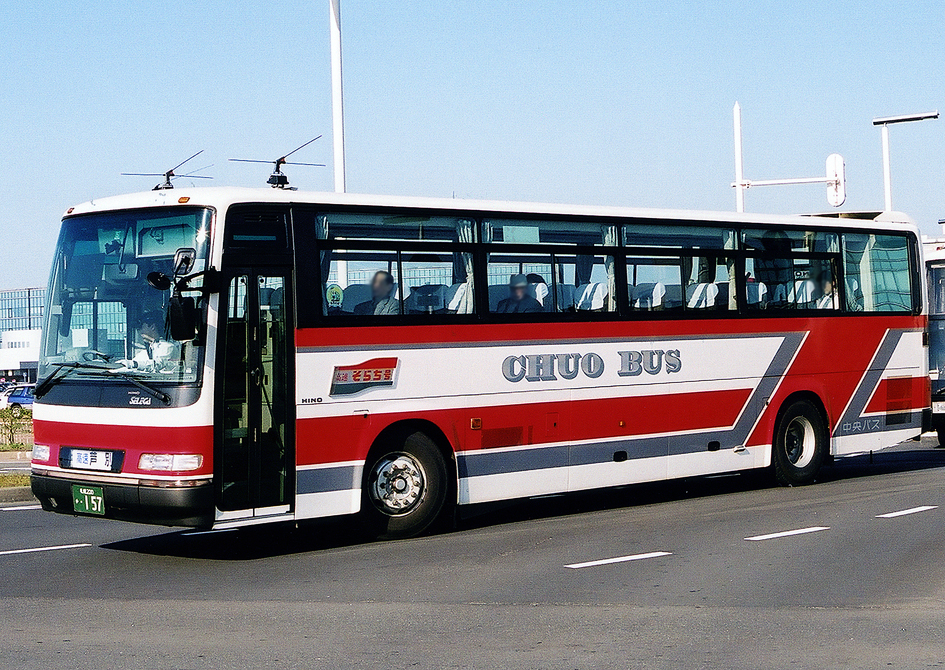
高速そらち号 新千歳空港付近にて（2002年）

高速そらち号
芦別ターミナル・赤平ターミナル・滝川ターミナル・砂川ターミナル・美唄ターミナル・岩見沢ターミナル - 新千歳空港
前身は1985年（昭和60年）12月1日より運行を開始した「高速はやぶさ・そらち号」で、滝川ターミナルと千歳空港を結んだ。1988年（昭和63年）4月10日より芦別発着系統と岩見沢発着系統を新設し「高速そらち号」に改称した。2000年（平成12年）度より冬期定時運行の確保が難しいことから12月1日から3月31日までの冬期ダイヤ期間は運休となり、2003年（平成15年）4月1日をもって廃止された（最終運行は前年11月30日）。
茂尻線
芦別駅前 - 芦別分岐点 - 茂尻元町
1948年（昭和23年）6月23日に芦別分岐点 - 茂尻元町間免許。
納内線
芦別駅前 - 内大部入口 - 納内駅前
1948年（昭和23年）6月23日に内大部入口 - 納内駅前間免許。
油谷線
下芦別駅前 - 下芦別分岐点 - 油谷炭鉱
1949年（昭和24年）8月10日に下芦別分岐点 - 油谷炭鉱間免許。
西芦別線
下芦別駅前 - 下芦別分岐点 - 三井鉱山 - 高根 - 上芦別駅前
下芦別駅前 - 下芦別分岐点 - 三菱事務所前 - 上芦別駅前
1949年（昭和24年）8月10日に下芦別分岐点 - 上芦別駅前間免許。
黄金鉱線
下芦別駅前 - 二股入口 - 黄金鉱
1949年（昭和24年）12月19日に二股入口 - 黄金鉱間免許。1973年（昭和48年）3月27日に二股入口 - 黄金鉱間廃止。
高根線
下芦別駅前 - 高根鉱入口 - 事務所前
1949年（昭和24年）12月19日に高根鉱入口 - 事務所前間免許。1967年（昭和42年）11月24日に高根入口 - 高根外勤前間廃止。

## 芦別ターミナル
- 営業所には、発券窓口（券売機）や乗り場が併設されていた。最盛期には、待合室には改札掛を配属し、一階待合室には売店が、二階にはテナント入居していた。
- 2008年廃止後は国道38号を挟んで代替となる「芦別」停留所を設置、停留所前のホテルアシントン1階に待合室を設け、同ホテルにて乗車券類を委託発売している。

### のりば
廃止前日時点。
1番のりば
滝芦線 滝川ターミナル・砂川ターミナル方面
芦旭線 旭川ターミナル方面
2番のりば
高速ふらの号 札幌駅前ターミナル方面、富良野駅前方面
3番のりば
頼城線 頼城・西芦6丁目・工業団地方面
上芦別線 上芦別駅前方面
4番のりば
芦別温泉線 芦別温泉方面

## 関連事業所
- 旭川出張所 - 営業所化により事業部直轄に変更
- 富良野ターミナル - 廃止 [10]